# Ahmad Fanakati
Ahmad Fanakati († 10. April 1282) war Finanzminister Kublai Khans und einer der betrügerischen Beamten der Mongolenzeit in China. Sein Fall findet sich bei Marco Polo und wird deswegen auch in diesbezüglichen Romanen und Filmen wiedergegeben.

## Aufstieg
Ahmad Fanakati stammte laut Raschid ed Din aus Fanakat südwestlich von Taschkent und gehörte ursprünglich zum Haushalt von Kubilais Frau Chabi († 1281?). Bereits 1247 und 1253 wird er in Kubilais Diensten erwähnt. 1262 kam er ins Zentralsekretariat des Reiches und wurde dort zwei Jahre später einer der Vizekanzler, zuständig für die Finanzen. 1270 wurde seine Finanzverwaltung vom Zentralsekretariat unabhängig, aber die Regelung wurde zwei Jahre später zurückgenommen. Im
Frühjahr 1282, d. h. kurz vor seiner Ermordung erreichte er noch (zusammen mit einem Sohn Yelü Chucais) den Rang eines Kanzlers zur Linken, die zweithöchste Position der Zivilverwaltung. Eine Anzahl namhafter politischer Opponenten verstarb im Verlauf der 70er Jahre eines natürlichen Todes, einige zogen sich zurück, und das gab ihm weitgehende Handlungsfreiheit.

## Taten und Untaten
Viele seiner Taten können nur im Zusammenhang mit dem großen Finanzbedarf des Hofes gesehen werden. So erhöhte er die Zahl der Steuerpflichtigen, erhöhte die Steuern und die Preise und führte neue Staatsmonopole ein. Es gibt aber auch darüber hinausgehende Vorwürfe. Und zwar bereicherte er sich auch privat über Spekulationen mit den Preisen für Gold, Silber, Tee, Salz, Eisen und anderen Staatsmonopolen. Seine Ämtervergabe war von schwerer Korruption geprägt. Bei Marco Polo heißt es, er vergab viele Ämter im Gegenzug für Haremsdamen, und die offizielle Hofchronik Yuan Shi bestätigt das zumindest für einen Fall. Seinen Sohn Masud machte er zum Gouverneur von Hangzhou. Weiterhin wird er bei Polo für ungerechtfertigte Anklagen verantwortlich gemacht, wofür sich ebenfalls Hinweise in chinesischen Quellen finden. Bei Raschid ed Din findet sich übrigens keine Verurteilung Ahmads, aber auch keine Lobesworte wie für Sayyid Adschall Schams ad-Din Umar († 1279).

## Ermordung
Seine Ermordung war das Werk niederer Chargen. Die führende Rolle spielten ein Chiliarch (d. h. ein Militärbefehlshaber) namens Wang Zhu (1254–1282) und ein buddhistischer Mönch namens Gao, ein Desperado auf der Flucht vor dem Gesetz. Über die genauen Motive der beiden gibt es keine Anhaltspunkte. Der Großkhan war zusammen mit dem Kronprinzen Dschingkim († 1286, einem Feind Ahmads) in die Sommerresidenz umgezogen und hatte Ahmad in der Hauptstadt zurückgelassen. Wang Zhu gelang es, mit einem gefälschten Schreiben die Rückkehr des Kronprinzen vorzutäuschen und anschließend Ahmad zu dessen Empfang zu beordern. Am (mitternächtlichen) Palasttor hielt Ahmad die Verschwörertruppe für das Gefolge des Kronprinzen und wurde prompt ermordet. Nun begriffen die Palastwachen die Situation und schlugen den Aufruhr nieder. Wang Zhu ließ sich festnehmen, während Gao floh, aber zwei Tage später gefunden wurde. Beide wurden hingerichtet.
Als Kubilai Khan dann über die Details von Ahmads Amtsführung unterrichtet wurde, ließ er u. a. dessen Söhne hinrichten, das Eigentum konfiszieren, den Harem auflösen und die von ihm ernannten Beamten (ca. 700 Leute) entlassen. Den Anstoß zu dem Vorgehen bildete aber laut Raschid ed Din eine Kleinigkeit: ein Edelstein Kubilais, den man in Ahmads Nachlass fand.